# Lilla snigel
Lilla snigel, en barnvisa för de mindre barnen, är mycket enkel att sjunga. Sången är publicerad i Våra visor, del 1, 1957.

## Publikation
- Våra visor 1, 1957.
- Lek med toner, 1971 (angiven som "Lekvisa")
- Barnvisor och sånglekar till enkelt komp, 1984

## Inspelningar
En tidig inspelning gjordes i arrangemang av Plinque plonque musique, och gavs ut på skiva 1989. En inspelning på persiska av Simin Habibi, som "Halzun", gavs ut på skiva 1991.